# Jacques de Longuyon

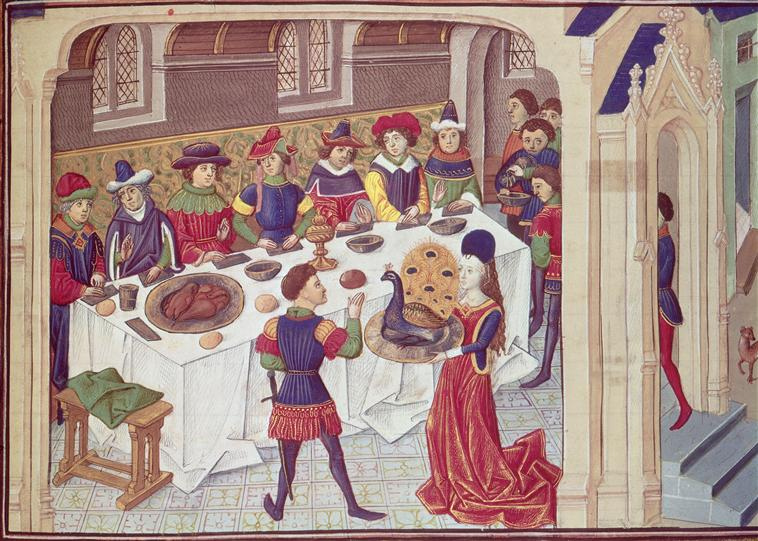
Enluminure représentant le banquet des Vœux du paon, milieu du XV

Jacques de Longuyon est un auteur d'une chanson de geste, Les Vœux du paon, écrite en 1312 pour Thiébaut de Bar, évêque de Liège. C'est l'une des chansons de geste les plus célèbres du XIVe siècle. Elle introduit le concept des Neuf Preux.